# Robert Sterneck
Robert Sterneck, avstrijski general in geodet, * 1839, † 1910.